# Sisig
Sisig je specialita filipínské kuchyně. Pochází z regionu Pampanga na ostrově Luzon, kde žijí převážně Kapampanganové.
Základem sisigu je vepřové maso, z něhož se používají především podbradky, líčka, uši, mozeček a bůček. V první fázi přípravy se vepřová hlava uvaří, pak se z ní obere maso, které se upeče v troubě. Pečené maso se smíchá s kuřecími játry, cibulí, šťávou kalamondinu, zázvorem a chilli papričkami a osmaží se zprudka na pánvi. Mohou se také přidat škvarky, vejce, houby, třtinový ocet sukang iloko nebo majonéza. Původní recept je znám jako sisig babi (vepřový sisig) a existují také jeho obměny připravené z kuřete, krokodýla, žáby, mořských plodů nebo tofu. Sisig se podává na kovové míse, aby zůstal dlouho horký a sádlo neztuhlo. Obvyklou přílohou je vařená rýže. Zpravidla se zapíjí pivem a patří k pokrmům nazývaným na Filipínách pulutan, doprovázejícím oslavy s hojnou konzumací alkoholu.  
Název pochází z výrazu sisigan, což znamená „okyselit“. Španělský mnich Diego Bergaño uvedl v roce 1732 výraz sisig jako označení salátu ze zelené papáji v octové zálivce. Pro kyselou a pikantní chuť bylo toto jídlo doporučováno těhotným ženám nebo lidem trpícím kocovinou. K obohacení receptu došlo ve dvacátém století díky vojenské základně Clark Air Base, kde američtí vojáci spotřebovali velké množství vepřového, přičemž tučné a tuhé části přenechávali domorodcům. Moderní podobu sisigu jako sytého hlavního jídla pak dotvořila Lucia Cunananová (1928–2008), majitelka restaurace Aling Lucing’s v Angeles City, která dostala přezdívku „královna sisigu“. Od roku 2003 se koná lokální kulinářská slavnost Sadsaran Qng Angeles a v roce 2017 byl sisig vyhlášen kulturním dědictvím Angeles City. V regionu Ilocos se připravuje podobný pokrm, nazvaný dinakdakan.